# David Strickland
David Gordon Strickland Jr. (14. oktober 1969 – 22. marts 1999) var en amerikansk skuespiller, bedst kendt for sin rolle som musikreporteren Todd Styles i komedieserien Susan, sød og single.

## Tidlig liv
Strickland blev født i Glen Cove, Long Island, New York. Han flyttede til Princeton, New Jersey, med sin familie før han selv flyttede til Californien. 
[kilde mangler]

### Karriere
Hans tidlige roller i 1990’erne inkluderede Dave’s World, Roseanne, Sister Sister og Vild med Dig. Han havde også en rolle i filmen Forces of Nature med Ben Affleck og Sandra Bullock, som fik premiere omkring tidspunktet for hans død. 
Strickland var maniodepressiv og havde en fortid med misbrug af stoffer og alkohol. 
Han blev arresteret i oktober 1998 for kokainbesiddelse, erklærede sig skyldig i december og fik 36 måneders betinget fængsel og beordret i behandling for sit misbrug.
Han skulle være mødt i retten den dag, han døde[kilde mangler]. 
Strickland tjekkede ind på Oasis Motel i Las Vegas i de tidlige timer af den 22. marts 1999. 
Han drak flere flasker øl og hængte sig selv med et lagen spændt fast til en bjælke i loftet. Hans lig blev fundet af en ansat på hotellet[kilde mangler]. Strickland blev kun 29 år gammel. 
Han efterlod sig intet selvmordsbrev, og forskellige narkotika blev fundet på værelset. 
Retsmedicineren skrev i sin rapport, at Stricklands krop bar mærker fra tidligere selvmordsforsøg. Han var kæreste med skuespilleren Tiffani-Amber Thiessen, da han døde[kilde mangler]. 
Efter megen diskussion besluttede producerne af "Susan, Sød og single" at håndtere Stricklands død ganske simpelt. Todd mødte bare ikke op på arbejde en dag. Da Susan, spillet af Brooke Shields, ringede til ham, vibrerede hans bipper på hans skrivebord. Susan bruger dagen på at lede efter Todd og lærer mange nye ting om ham. Da episoden slutter, får Susan og medarbejderne besøg af politiet. 
Todds skæbne forbliver ufortalt overfor seerne[kilde mangler]. 
Gennem episoden var der interviews med de andre fra serien, der fortalte om deres forhold til Strickland.